# グザヴィエ・フォルヌレ
アントワーヌ・シャルル・フェルディナン・グザヴィエ・フォルヌレ（Antoine Charles Ferdinand Xavier Forneret、1809年8月16日 - 1884年7月7日）はフランスの小説家、詩人、劇作家、アフォリスム作者、ヴァイオリニスト。別名「白い顔の黒衣の男（L’Homme noir, blanc de visage）」。

## 生涯
ブルゴーニュ地方、ボーヌの裕福なワイン農家の長男として生まれる。幼少期からヴァイオリン演奏の才能を見せ、パリ国立高等音楽院教授ピエール・バイヨに師事する。愛器は父親から譲られたストラディヴァリウスだったとも伝えられる。19歳のとき父親が死去し、莫大な財産を相続する。その財産を元手に、文壇での栄光を求めて劇、小説の創作に打ち込む。1834年、パリに出て5幕劇『ふたつの運命（Deux Destinées）』を自費出版するが（この作品に限らず、フォルヌレの作品はすべて自費出版である）、劇場、批評家からは黙殺される。以後、1870年まで戯曲、小説、アフォリスム集を多く発表するが、いずれも評判を呼ぶことはなかった。
1848年、2月革命により第2共和制が成立すると、フォルヌレは政治新聞の刊行、執筆に熱中する。当初は同郷の詩人ラマルティーヌを、次いで右派候補のカヴェニャックを支持するも、ルイ＝ナポレオンが初代大統領に選出されるや、ルイ＝ナポレオン支持に転向する。やがてルイ＝ナポレオンがナポレオン3世を名乗り第2帝政を布くに及び、フォルヌレは弾圧を恐れ空疎な皇帝賛美の詩を濫作する。
私生活では、些細なことに難癖を付ける訴訟マニアとして近隣から恐れられた。
相続した財産は文学、劇の上演、訴訟、政治活動に使い果たし、1884年、生まれ故郷のボーヌで困窮のうちに死去。
20世紀に入り、アンドレ・ブルトンらシュルレアリストがフォルヌレの作品を再発見・紹介した。発端は、短編小説『そして月は照り、露が下りていた』（1836年）がシュルレアリスム運動の機関誌『シュルレアリスム革命』第9・10合併号（1927年10月）に掲載されたことであった。
日本では、澁澤龍彦によって短編小説が邦訳・紹介され、窪田般彌・滝田文彦編『フランス幻想文学傑作選』などにも収録されているが、2015年に短編集『失われた時』が風濤社から刊行された。

## 著書
主な作品
- 戯曲『ふたつの運命』Deux Destinées, 1834.
- 戯曲『二十三、三十五』Vingt-trois, trente-cinq, 1835.
- 戯曲『黒衣の男』L'Homme noir, 1835.
- 短篇小説『何も』Rien, 1836.
- 短篇小説『そして月は照り、露が下りていた』Et la lune donnait, et la rosée tombait, 1836.
- アフォリスム集『無題』Sans Titre, 1838.
- 詩集『韻文でも散文でもない水蒸気』Vapeur ni Vers ni Prose, 1838.
- アフォリスム集『無題のもう一年』Encore un An de Sans Titre, 1840.
- 短篇集『失われた時』Pièce de Pièces, Temps perdu, 1840.
  - 「夢」《C'est ―Un Rêve》
  - 「アラブリュンヌまたは夜の貧者」《Alabrune ou Un Pauvre du Soir》
  - 「オロカモノとハープ」《Un Crétin et sa Harpe》
  - 「両眼の間の目玉」《Un Œil entre Deux Yeux》
  - 「絶望」《Désespoir》
  - 「草叢の金剛石」《Le Diamant de l'Herbe》
  - 「パリにて、九時に」《À Neuf Heures , à Paris》
- 短篇小説『夢』第2部Deuxième extrait d'un volume de Rêves, 1846.
- 詩集『韻文集』Lignes rimées, 1853.
- 戯曲『母と娘』Mère et Fille, 1855.
- 長編小説『カレッサ』Caressa, 1858.
- 詩集『詩の影』Ombres de Poésie, 1860.
- アフォリスム集『思想の茂み』Broussailles de la Pensée, 1870.

邦訳書
- グザヴィエ・フォルヌレ『失われた時』辻村永樹訳、風濤社、2015年。